# Julia Gross (Diplomatin)
Julia Katharina Gross (* 19. Januar 1963) ist eine deutsche Diplomatin. Sie ist seit 2022 Botschafterin der Bundesrepublik Deutschland in Ungarn.

## Werdegang
Gross ist die Tochter des Publizisten Johannes Gross (1932–1999) und eine Nachfahrin des Dichters Johann Heinrich Jung-Stilling. Nach einem Studium der Geschichte, Anglistik und Politikwissenschaften an der Universität Köln und der Universität Aberdeen trat sie 1995 in den Auswärtigen Dienst ein und durchlief die Attachéausbildung des Auswärtigen Amts.
Es folgte ein erster Auslandseinsatz von 1996 bis 1999 an der Botschaft Tirana und danach eine dreijährige Standzeit an der Botschaft London.
Unterbrochen von Aufgaben in der Zentrale des Auswärtigen Amts war Gross von 2004 bis 2007 an der Ständigen Vertretung Deutschlands bei den Vereinten Nationen in New York und von 2011 bis 2014 als stellvertretende Leiterin der Botschaft Bukarest tätig.
Nach einer weiteren Aufgabe in der Zentrale des Auswärtigen Amts als Leiterin des Personalreferats für den höheren Dienst folgte ab 2018 eine weitere Zeit in London, diesmal als stellvertretende Leiterin der Botschaft.
2022 wurde Gross zur Botschafterin in Ungarn ernannt und überreichte am 14. September 2022 der Präsidentin Ungarns, Katalin Novák, ihr Beglaubigungsschreiben. In ihrer Funktion ist sie gleichzeitig als Vertreterin bei der Donaukommission akkreditiert.